# Bóbr
Pour les articles homonymes, voir Bobr (homonymie) et Bober.
La rivière Bóbr (polonais ; en tchèque : Bobr ; en allemand : Bober) est un cours d'eau qui prend sa source au nord de la République tchèque, puis s'écoule au sud-ouest de la Pologne. Elle est un affluent gauche de l'Oder qu'elle rejoint à la hauteur de la ville de Krosno Odrzańskie.
Au Moyen Âge central, le Bóbr et son affluent la Kwisa marquaient la frontière entre le royaume de Pologne et le Saint-Empire romain à l'ouest, perdurant jusqu'à l'acquisition des duchés silésiens par les rois de Bohême au XIVe siècle.

## Géographie

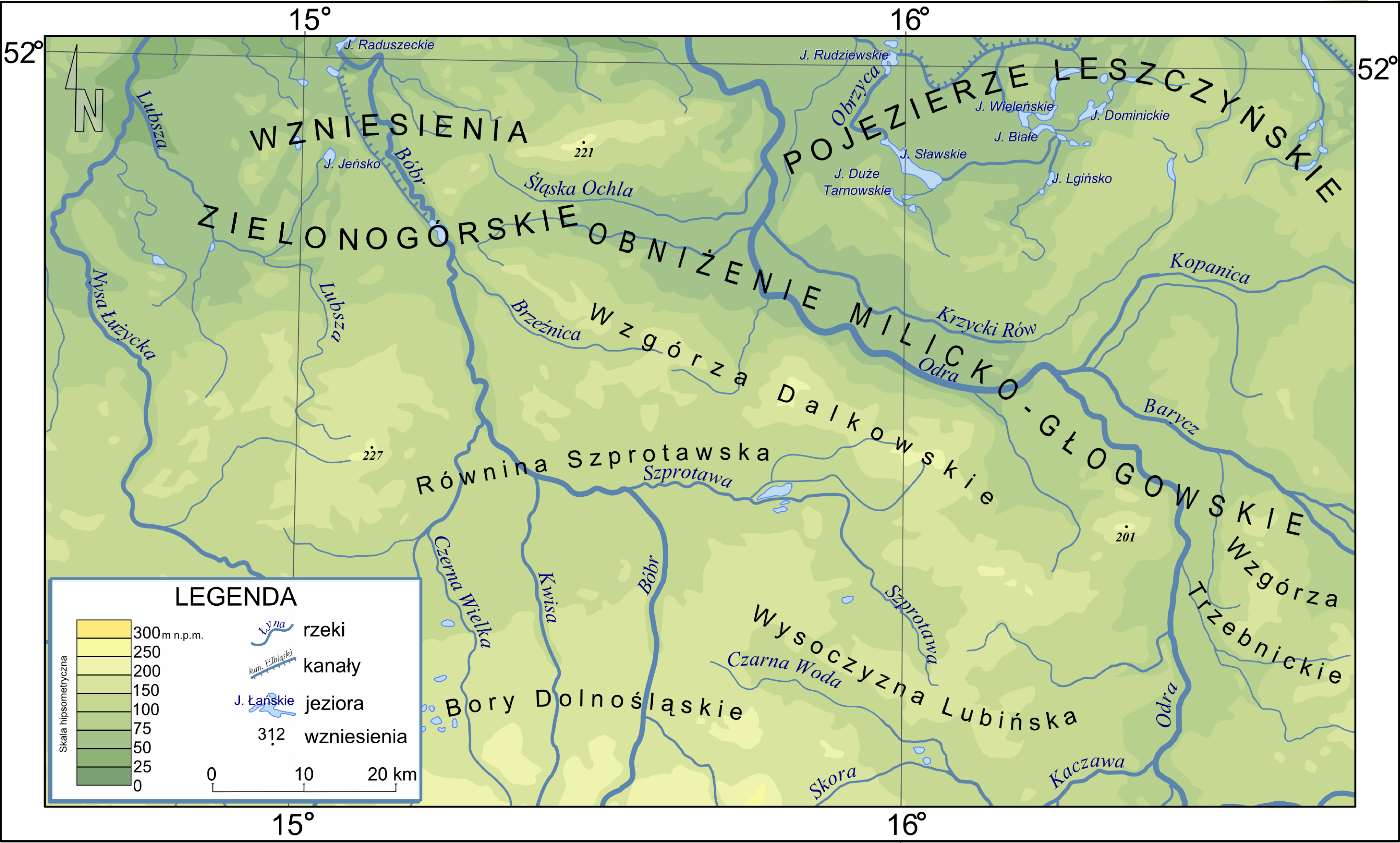
Localisation de la rivière Bóbr.

La rivière Bóbr a une longueur de 272 km dont deux kilomètres en République tchèque et 270 km en Pologne. Elle est la dixième plus longue rivière de Pologne. Son bassin fluvial est de 5 876 km2 dont 46 km2 en République tchèque et 5 830 km2 en Pologne.

## Cours
La rivière Bóbr prend sa source près de Žacléř dans les contreforts au sud-est des Monts des Géants situés dans le massif montagneux des Sudètes. Elle traverse l'extrême nord de la région de Bohême jusqu'à la frontière avec la Pologne où elle s'écoule en descendant les Sudetes vers la Basse-Silésie, passant du sud au nord. Près de la ville de Małomice, elle reçoit les eaux de la rivière Kwisa. 
À partir de là, le cours inférieur du fleuve forme la frontière entre la région historique de Basse-Lusace à l'ouest et la Silésie à l'est. Finalement, il gagne la plaine de l'Oder à Krosno.

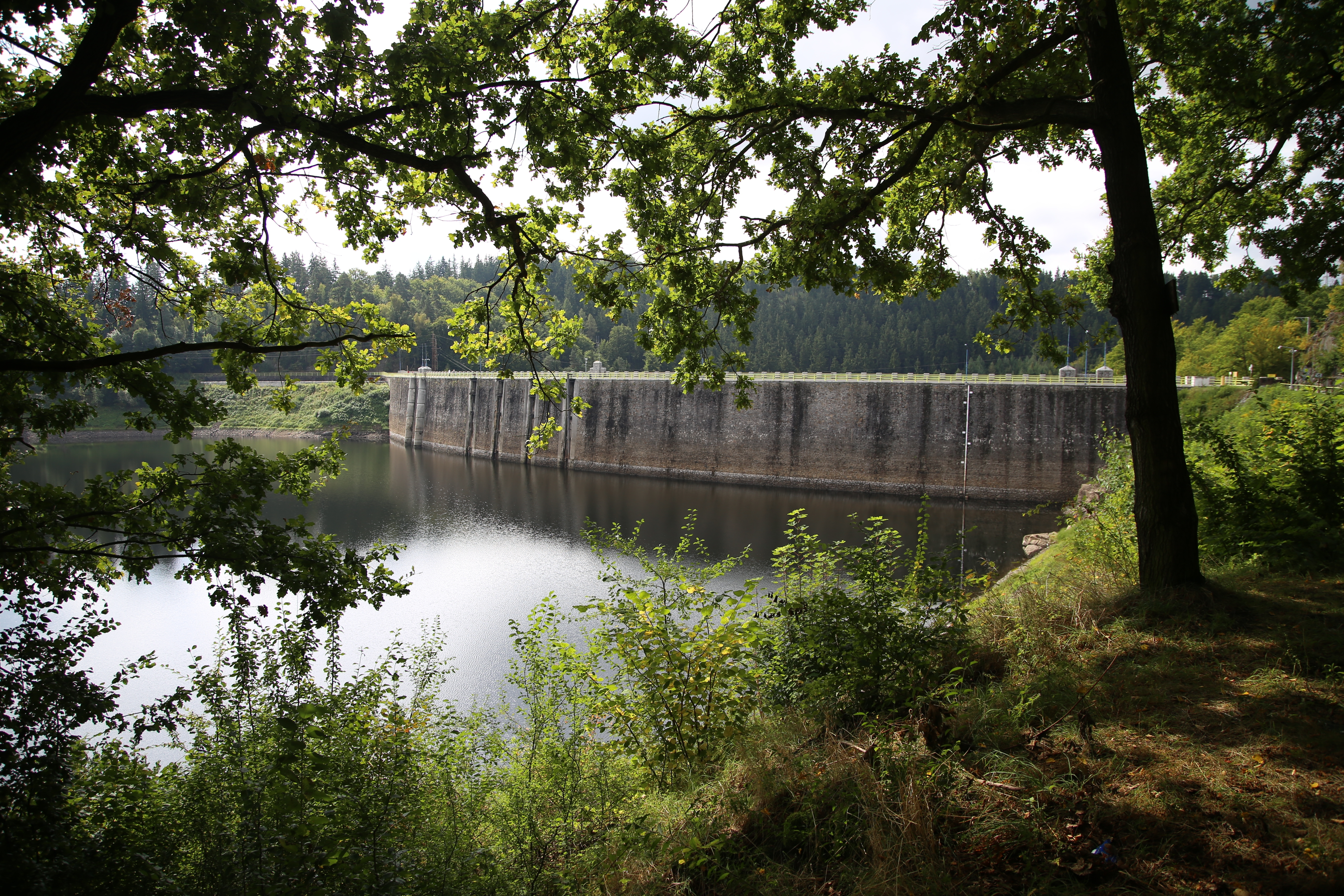
Vue depuis la rive droite de la Bóbr au-dessus du barrage de Pilchowice.

## Villes traversées
- Lubawka, Kamienna Góra, Janowice Wielkie, Jelenia Góra, Wleń, Lwówek Śląski, Bolesławiec, Szprotawa, Małomice, Żagań, Nowogród Bobrzański, Krosno Odrzańskie